# Morelos (municipi de Mèxic)
Morelos és un municipi de l'estat de Mèxic. San Bartolo Morelos és el cap de municipi i principal centre de població d'aquesta municipalitat. Aquest municipi és a la part nord-occidental de l'estat de Mèxic. Limita al nord amb els municipis de Timilpan i Chapa de Mota, al sud amb Jiquipilco, a l'oest amb Jocotitlán i a l'est amb Vila del Carbón.